# 前田宗正
前田 宗正（まえだ むねまさ、1927年（昭和2年）9月5日 - 2011年（平成23年）8月9日）は、日本の造園技師。
株式会社昭和造園の創設者で、社団法人東京都造園緑化業協会副理事長・協会設立理事・副会長、（高橋他（2003））日本造園建設業協会広報委員長、東京都造園高等職業訓練校校長、遮断法事日本造園建設業協会理事を歴任した（高橋他（2003））。

## 来歴
1947年、千葉農業専門学校（現・千葉大学園芸学部）を卒業し、春日造園に入社する。1957年、昭和造園を設立し代表となる。（高橋他（2003））。
2002年、日本造園学会上原敬二賞を受賞した。2004年7月、東京都造園緑化業協会会長代行に就任する（会長の逝去に伴う）。（高橋他（2003））

## 論文
- 前田宗正, 「造園産業史概観」『ランドスケープ研究』 58巻 2号 1994年 p.125-130, doi:10.5632/jila.58.125